# Ardan Aras
Ardan Aras (sinh ra ở Polewali Mandar Regency, West Sulawesi, 2 tháng 3 năm 1984) là một cầu thủ bóng đá người Indonesia. Anh thường thi đấu ở vị trí hậu vệ, nhưng cũng có thể đảm nhiệm vị trí tiền đạo.
Ardan từng thi đấu cho U-23 Indonesia từ năm 2006, tham gia tập huấn quốc gia tại Den Haag, Hà Lan.
Anh tham dự Asian Games ở Qatar năm 2006 và SEA Games Thái Lan năm 2007, khi ghi bàn từ quả đá phạt trong thắng lợi 3-1 trước Campuchia.